# 맷 베이티
맷 베이티(영어: Matt Beaty, 1993년 4월 28일 ~ )는 미국의 야구 선수로 현재 메이저 리그 베이스볼의 로스앤젤레스 다저스에서 1루수, 3루수로 활동하고 있다. 벨몬트 대학교 산하 야구단인 벨몬트 브루인스 베이스볼에서 활동했으며 2015년 메이저 리그 베이스볼 드래프트에서 전체 12순위로 지명되었다. 2019년 4월 30일에 메이저 리그 무대에 데뷔했다.